# Nediłyszcze
Nediłyszcze (ukr. Неділище) – wieś na Ukrainie, w obwodzie żytomierskim, w rejonie zwiahelskim, w hromadzie Baraszi. W 2001 liczyła 808 mieszkańców, spośród których 796 wskazało jako ojczysty język ukraiński, a 12 rosyjski.